# Pożar hotelu socjalnego w Kamieniu Pomorskim
Pożar hotelu socjalnego w Kamieniu Pomorskim miał miejsce 13 kwietnia 2009. Zginęły 23 osoby, a 21 zostało rannych.
Pożar wybuchł około północy w trzykondygnacyjnym budynku hotelu socjalnego, w którym było zameldowanych 77 osób. Ogień w bardzo szybkim tempie rozprzestrzenił się na wszystkie piętra budynku, co odcięło mieszkańcom budynku drogę ewakuacji.

## Budynek
Budynek, zlokalizowany przy ul. Wolińskiej, został zaprojektowany i zbudowany na przełomie lat 60. i 70. Pierwotnie był to parterowy betonowy hotel dla pracowników PGNiG, którzy stanowili większość mieszkańców. Z czasem dobudowano dwie kondygnacje, na szkielecie stalowym, z blachy, styropianu i płyt wiórowych. Ściany wypełnione były łatwopalnymi materiałami – styropianem, lub pianką poliuretanową i niepalnym azbestem. Po roku 2007 został zaadaptowany do celów socjalnych. Prawdopodobnie wówczas zmieniono jego kwalifikację z budynku zamieszkania zbiorowego na budynek mieszkalny, co wiązało się ze złagodzeniem przepisów przeciwpożarowych.
W momencie wybuchu pożaru zameldowanych było 77 osób. Byli to pracownicy Nafty oraz osoby kierowane przez opiekę społeczną – samotne matki z dziećmi, osoby eksmitowane za zaległości czynszowe. W przeszłości dochodziło do zaprószeń ognia i małych pożarów, wielokrotnie interweniowano z powodu pijackich burd.

## Akcja ratunkowa

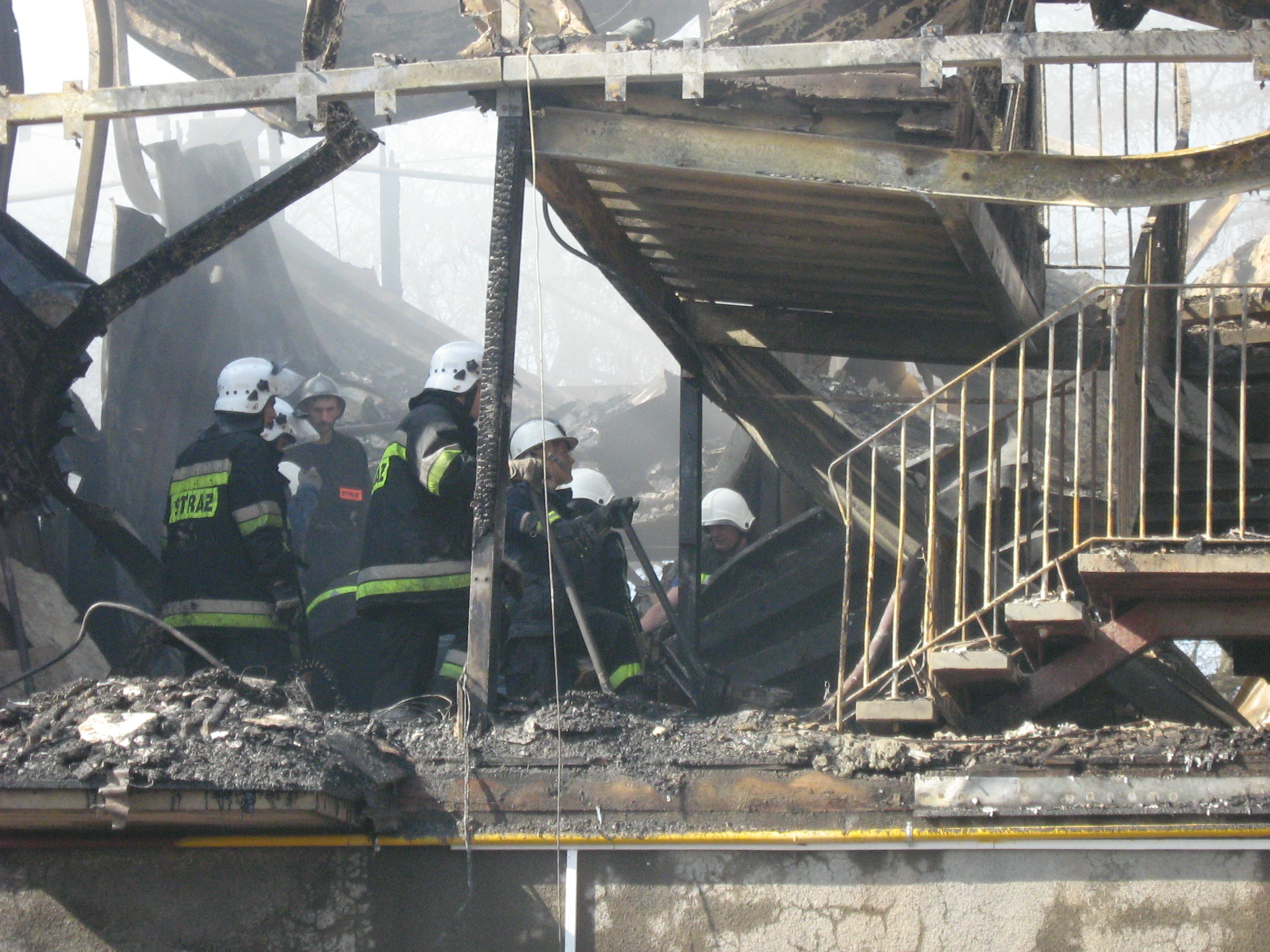
Strażacy przeszukujący zgliszcza hotelu w poszukiwaniu ciał ofiar

Pożar prawdopodobnie rozpoczął się około północy. Sygnał o nim Straż Pożarna dostała o godzinie 0:32. Mieszkanka hotelu zgłaszała:

Pali, pali się dom. Prosimy straż radiowóz, na hotel, Na Naftę. Palimy się, jest pełno dymu.

W następnych minutach również policja i pogotowie ratunkowe odebrały zgłoszenia. Na miejscu strażacy byli o 0:36. Pierwszy etap akcji ratunkowej trwał od 0:36 do 0:43. Po tym okresie doszło do eskalacji pożaru i dalsza akcja ratownicza stała się niemożliwa.
Z pożaru uratowało się przynajmniej 41 osób, a 20 przebywało w szpitalach. Wśród rannych była jedna osoba w stanie ciężkim oraz dziecko – ośmiomiesięczne niemowlę z poparzeniami ciała. Pomoc poszkodowanym zapewniły: szpital św. Jerzego w Kamieniu, szpital św. Wojciecha w Szczecinie oraz szpital w Gryficach. Wśród obrażeń dominowały złamania kończyn, a także poparzenia i zatrucia dymem.
Burmistrz Kamienia Pomorskiego Bronisław Karpiński powołał sztab kryzysowy. W lokalnym Hotelu Żeglarskim zorganizowano ośrodek interwencji kryzysowej – przebywało tam większość ocalałych. Poszkodowanym zapewniono pomoc psychologiczną.
Pierwotnie informowano o 21 ofiarach, jednakże dwie osoby wciąż były zaginione – z uwagi na Święta Wielkanocne powodujące częste wyjazdy (13 kwietnia 2009 roku to Poniedziałek Wielkanocny), sposób używania budynku, jego stan po pożarze oraz świadków twierdzących, że poszukiwani opuścili budynek, nie było jasne, gdzie się znajdują. Do końca kwietnia zidentyfikowano dwadzieścia ciał i cztery fragmenty ciał, które poddano badaniom DNA i potwierdzono, że fragmenty szczątków należą do osób zaginionych, co podniosło liczbę zmarłych do 23, w tym 13 dzieci.

## Reakcje

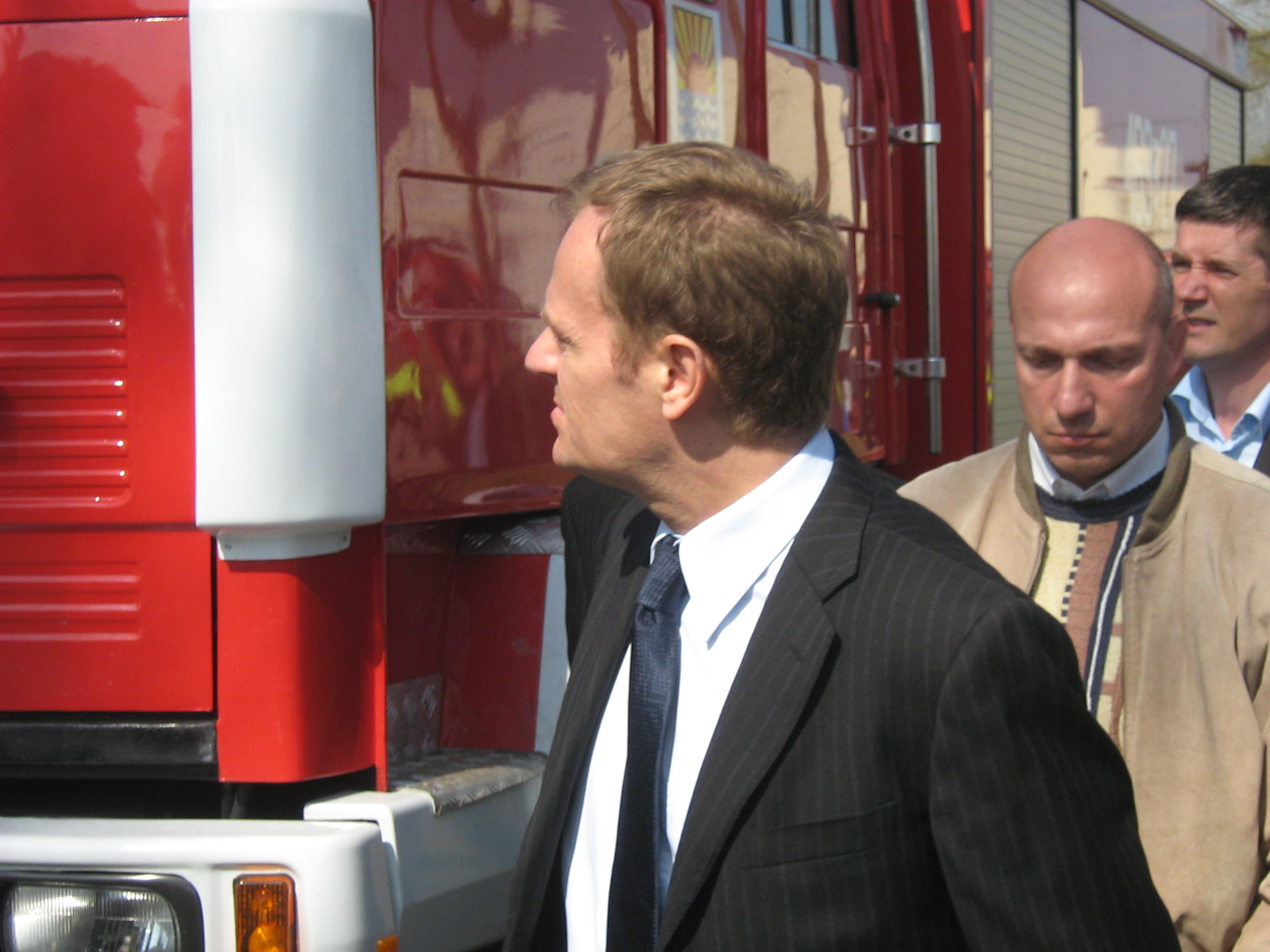
Prezes Rady Ministrów Donald Tusk na miejscu katastrofy.

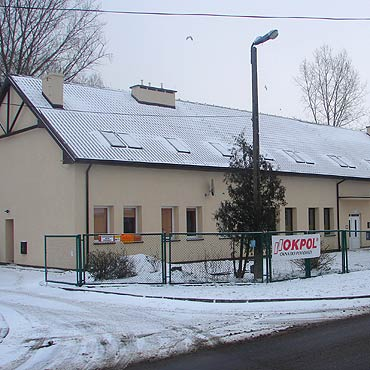
Odbudowany hotel

Na miejsce przybyli prezydent Rzeczypospolitej Polskiej Lech Kaczyński i prezes Rady Ministrów Donald Tusk. 13 kwietnia 2009 Prezydent RP wydał Rozporządzenie o wprowadzeniu żałoby narodowej w dniach 14–16 kwietnia 2009.
Prezes Rady Ministrów zapowiedział, że hotel zostanie odbudowany. Środki szacowane na około 3,5–4 miliony złotych zostaną przeznaczone ze specjalnej rezerwy, a grunt pod budowę, w razie konieczności, będzie pochodził z puli Skarbu państwa. Wojewoda zachodniopomorski zaproponował lokalizację nowego domu dla poszkodowanych; jako potencjalne miejsca wymienił działki w Łukęcinie, Dziwnowie i Międzywodziu.
Odwołano, zaplanowany na 13 kwietnia, ingres nowego metropolity szczecińsko-kamieńskiego, arcybiskupa Andrzeja Dzięgi do konkatedry w Kamieniu Pomorskim. W zamian została odprawiona msza święta w intencji ofiar pożaru.
Przewodniczący Komisji Europejskiej José Manuel Barroso złożył na ręce prezesa Rady Ministrów Donalda Tuska kondolencje. Za pośrednictwem premiera mówił, że chce wyrazić swoje najgłębsze współczucie w stosunku do rodzin ofiar i wszystkich Polaków. Kondolencje złożył również Prezydent Ukrainy Wiktor Juszczenko, prezydent Francji Nicolas Sarkozy oraz Minister Spraw Zagranicznych Francji Bernard Kouchner.

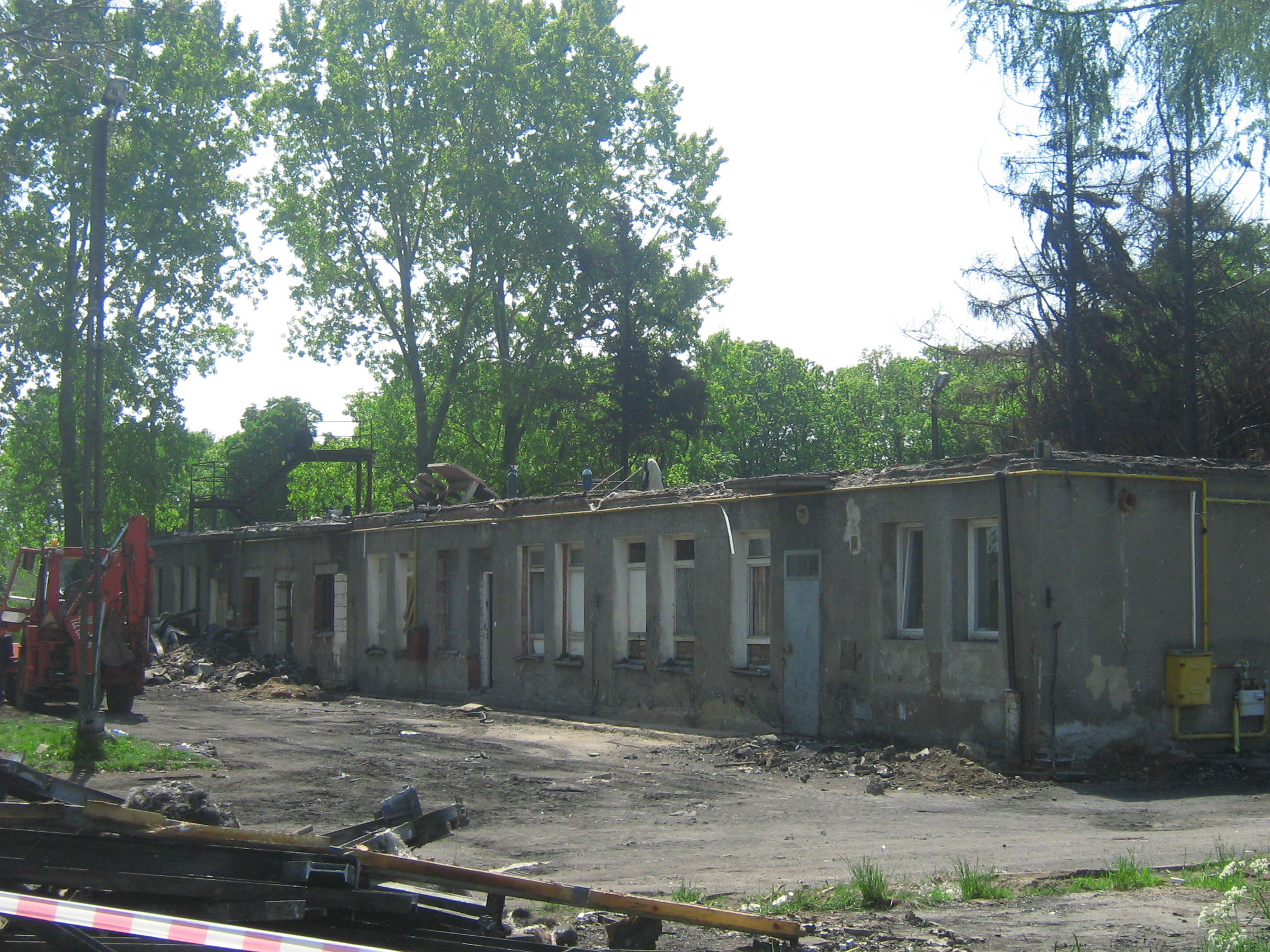
Rozbiórkę budynku rozpoczęto w miesiąc po pożarze

## Śledztwo
Śledztwo prowadziła Prokuratura Okręgowa w Szczecinie, a nadzór – Prokuratura Apelacyjna w Szczecinie. W skład zespołu wchodziło 4 prokuratorów z V Wydziału Śledczego Prokuratury Okręgowej oraz 6 policjantów z Komendy Wojewódzkiej Policji w Szczecinie. Pierwsze czynności sprowadzały się do identyfikacji zwłok przy pomocy testów DNA. Jeśli chodzi o przyczynę pożaru brano pod uwagę różne wersje łącznie z podpaleniem. Wstępny raport ogłoszono 16 kwietnia 2009. Ostateczna wersja wydarzeń miała być znana do 31 maja 2009.
Wśród hipotez dotyczących przyczyny pożaru wymieniano zgromadzenie przez mieszkańców dużych ilości spirytusu, co mogło spowodować gwałtowny przebieg katastrofy. Został on prawdopodobnie zaprószony w korytarzu.

## Przyczyny
Według opinii biegłych, pożar został zaprószony w wyniku zwarcia instalacji elektrycznej. Nie udało się ustalić, co było bezpośrednią przyczyną zwarcia. Na szybkie rozprzestrzenianie się pożaru miało wpływ zastosowanie przy budowie hotelu łatwopalnych materiałów.

## Proces
W grudniu 2010 do sądu trafił akt oskarżenia przeciwko 2 urzędnikom z Kamienia Pomorskiego, związany z niedopełnieniem przez nich obowiązków zarządu nad budynkiem socjalnym. W budynku nie były przeprowadzane kontrole jego stanu technicznego i instalacji elektrycznej, nie było wyznaczonych dróg ewakuacyjnych. Proces ruszył w 2011.

## Ofiary katastrofy i wiek
1. Leonarda Bierwiaczonek (lat 90)
2. Jolanta Daniś (lat 43)
3. Dominika Kisielewska (lat 5)
4. Małgorzata Kisielewska (lat 29)
5. Adrian Kisielewski (lat 2)
6. Cezary Kisielewski (lat 26)
7. Patryk Kisielewski (lat 8)
8. Adela Konik (lat 7)
9. Amelia Konik (lat 4)
10. Andżelika Konik (lat 15)
11. Jacek Konik (lat 45)
12. Klaudia Konik (lat 13)
13. Dawid Kubicki (lat 3)
14. Martyna Numryk (lat 12)
15. Mieczysława Numryk (lat 9)
16. Patryk Pałka (lat 6)
17. Teresa Pasiuk (lat 50)
18. Agnieszka Piasecka (lat 12)
19. Waldemar Pokora (lat 56)
20. Bożena Skonieczna (lat 52)
21. Beata Skórka (lat 36)
22. Magdalena Skórka (lat 16)
23. Żaneta Szurgot (lat 35)

- Źródło[23]